# 29 декември
29 декември е 363-тият ден в годината според григорианския календар (364-ти през високосна). Остават 2 дни до края на годината.

## Събития
- 1170 г. – В Англия свети Томас Бекет е убит в катедралата си по заповед на Хенри II.
- 1708 г. – С указ на Петър I в Русия се създават губернии.
- 1845 г. – Република Тексас става 28-и щат на САЩ.

- 1890 г. – Армията на САЩ извършва масово избиване на над 400 индианци от племето Дакота в резервата Пайн Ридж.
- 1911 г. – Сун Ятсен става първият президент на Република Китай.
- 1937 г. – Свободната държава Ирландия се обявява за република и престава да приема британската корона като висшестояща власт.
- 1940 г. – В България със закон се учредява профашистка младежка организация Бранник по подобие на Хитлерюгенд.
- 1940 г. – Втората световна война: По време на втората голяма бомбардировка на Лондон от германски бомбардировачи загиват почти 200 цивилни граждани.
- 1949 г. – Ръководителят на Югославия Йосип Броз Тито заявява, че страната ще следва собствен комунистически път и скъсва отношенията си със СССР.
- 1964 г. – Открит е миннообогатителният комбинат Медет край Пирдоп.
- 1972 г. – Открита е първата цялостна отсечка за превозни средства по Автомагистрала А1 в Словения.
- 1972 г. – Самолетът при полет 401 на „Ийстърн Еър Лайнс“ се разбива във Флорида Евърглейдс при заход към международното летище „Маями“, Маями, Флорида и убива 101 от 176-те души на борда.
- 1974 г. – При земетресение в Пакистан загиват 4700 души.
- 1987 г. – Съветският космонавт Юрий Романенко се завръща на Земята със световен рекорд по пребиваване в космоса – 326 денонощия.
- 1989 г. – Вацлав Хавел става президент на Чехословакия.
- 1993 г. – На остров Лантау (Хонконг) приключва монтажът на най-високата статуя на открито на седящия Буда – Тиан Тан Буда.
- 1994 г. – Сменя се ръководството на СДС – на мястото на подалия оставка като председател Филип Димитров е избран Иван Костов.
- 1994 г. – Полет 278 на „Търкиш Еърлайнс“ се разбива при заход към летище „Ван Ферит Мелен“, Ван, Турция и убива 57 от 76-те души на борда.
- 1996 г. – Подписан е мирен договор между правителството на Гватемала и партизанската съпротива, с което се слага край на продължилата 36 години гражданска война.
- 1997 г. – В Хонконг започва убиването на всички домашни птици (1,25 милиона), за да се спре разпространението на щама на смъртоносен птичи грип.
- 1998 г. – Червените кхмери поднасят извинение за извършения геноцид на над 1 милион граждани по време на своето управление в Камбоджа.
- 2001 г. – По време на най-големия пожар в историческия квартал в столицата на Перу – Лима загиват 274 души.
- 2006 г. – Индонезийски ферибот потъва между островите Ява и Борнео, загиват над 500 пътници и екипаж.
- 2024 г. – Самолетът при полет 2216 на „Чеджу Еър“ се разбива в стена в Муан, Южна Корея и убива 179 от 181 пътници. Това е най-тежката самолетна катастрофа на южнокорейска земя.

## Родени
- 1709 г. – Елисавета, императрица на Русия († 1762 г.)
- 1721 г. – Мадам Помпадур, метреса на френския крал Луи XV († 1764 г.)
- 1766 г. – Чарлз Макинтош, шотландски химик († 1843 г.)
- 1787 г. – Михаил Лунин, руски декабрист († 1845 г.)
- 1796 г. – Йохан Кристиан Погендорф, германски физик († 1877 г.)
- 1800 г. – Чарлз Гудиър, американски изобретател († 1860 г.)
- 1808 г. – Андрю Джонсън, 17-и президент на САЩ († 1875 г.)
- 1809 г. – Уилям Гладстон, министър-председател на Великобритания († 1898 г.)
- 1816 г. – Карл Лудвиг, германски физиолог († 1895 г.)
- 1836 г. – Георг Швайнфурт, германски ботаник († 1925 г.)
- 1879 г. – Франц фон Папен, германски генерал († 1969 г.)
- 1903 г. – Кандидо Портинари, бразилски художник († 1962 г.)
- 1910 г. – Роналд Коуз, американски икономист, Нобелов лауреат през 1991 г. († 2013 г.)
- 1911 г. – Клаус Фукс, германски физик († 1988 г.)
- 1915 г. – Яко Молхов, български критик († 2001 г.)
- 1926 г. – Ангел Каратанчев, български писател
- 1930 г. – Иван Манолов, български футболист
- 1933 г. – Стоян Тарапуза, писател от Република Македония
- 1937 г. – Барбара Стийл, британска актриса
- 1938 г. – Джон Войт, американски актьор
- 1939 г. – Конрад Фиалковски, полски информатик
- 1940 г. – Бригите Кронауер, немска писателка († 2019 г.)
- 1943 г. – Стефан Мавродиев, български актьор
- 1947 г. – Кози Пауъл, британски рокмузикант († 1998 г.)
- 1949 г. – Милан Асадуров, български писател († 2019 г.)
- 1952 г. – Руди Ленърс, белгийки барабанист
- 1961 г. – Илия Вълов, български футболист
- 1966 г. – Декстър Холънд, американски вокалист (The Offspring)
- 1966 г. – Кристиан Крахт, швейцарски писател
- 1967 г. – Ендрю Уашовски, американски сценарист
- 1970 г. – Енрико Киеза, италиански футболист
- 1971 г. – Доминик Дейл, уелски играч на снукър
- 1971 г. – Иво Сиромахов, български писател
- 1972 г. – Джуд Лоу, английски актьор
- 1976 г. – Владислав Петров, български актьор
- 1977 г. – Катрин Мениг, американска актриса
- 1980 г. – Дорус де Врийс, холандски футболист
- 1987 г. – Антон Ризов, български спортист
- 1988 г. – Агнеш Саваи, унгарска тенисистка

## Починали
- 1170 г. – Томас Бекет, английски епископ (* 1115 г.)
- 1825 г. – Жак-Луи Давид, френски художник (* 1748 г.)
- 1891 г. – Леополд Кронекер, германски математик (* 1823 г.)
- 1916 г. – Григорий Распутин, руски псевдомонах (* 1869 г.)
- 1920 г. – Марко Цепенков, български фолклорист (* 1829 г.)
- 1924 г. – Карл Спителер, швейцарски писател, Нобелов лауреат (* 1845 г.)
- 1926 г. – Райнер Мария Рилке, австрийски поет (* 1875 г.)
- 1929 г. – Вилхелм Майбах, германски автомобилен проектант (* 1846 г.)
- 1936 г. – Алфред Хейлс, австралийски писател (* 1860 г.)
- 1941 г. – Тулио Леви-Сивита, италиански математик (* 1873 г.)
- 1969 г. – Курт Рихтер, немски шахматист (* 1900 г.)
- 1980 г. – Тим Хардин, американски музикант (* 1941 г.)
- 1986 г. – Венка Асенова, българска шахматистка – гросмайстор (* 1930 г.)
- 1986 г. – Андрей Тарковски, руски кинорежисьор и сценарист (* 1932 г.)
- 1989 г. – Харолд Макмилън, английски политик (* 1894 г.)
- 1997 г. – Александър Геров, български поет (* 1919 г.)
- 2004 г. – Джулиъс Акселрод, американски биохимик, Нобелов лауреат през 1970 г. (* 1912 г.)
- 2011 г. – Иван Андонов, български режисьор и живописец (* 1934 г.)
- 2013 г. – Войчех Килар, полски пианист, диригент и композитор (* 1932 г.)
- 2020 г. – Пиер Карден, френски моделиер (* 1922 г.)
- 2022 г. – Вивиан Уестууд, британска модна дезайнерка (* 1941 г.)[1]
- 2022 г. – Пеле, бразилски футболист (* 1940 г.)[2]
- 2024 г. – Джими Картър, 39-ти президент на САЩ (* 1924 г.)

## Празници
- Международен ден на биологичното разнообразие – Отбелязва се по решение на 49-ата сесия на Общото събрание на ООН от 1995 г. в деня на влизане в сила през 1993 г. на Международната конвенция за биологичното разнообразие, подписана на 14 юни 1992 г. в Рио де Жанейро, Бразилия.